# جيم باربر
جيم باربر (بالإنجليزية: Jim Barber)‏ هو لاعب كرة قدم أمريكية أمريكي، ولد في 21 يوليو 1912 في مورفريسبورو في الولايات المتحدة، وتوفي في 30 يناير 1998 في سبوكين في الولايات المتحدة.

## وصلات خارجية
- جيم باربر على موقع مرجع كرة القدم المحترفة.كوم (الإنجليزية)